# Тисяча слів
«Тисяча слів» (англ. A Thousand Words) — американська комедія 2012 року. Режисер Брайан Роббінс і виконавець головної ролі Едді Мерфі вже працювали разом на зйомках фільму «Заціпка Норбіта».

## Сюжет
Книжковий агент Джек МакКолл може вмовити кожного, він вміє так базікати, як іншим і не снилось. Але якось герой наривається на доктора Сінджу, сучасного гуру. І замість того, щоб переконати його підписати контракт, стає власником Дерева Бодхі на своєму газоні. З кожним сказаним словом листя падають із священного дерева, і містер МакКолл знає, що йому залишилось сказати тільки 1000 слів, а коли впаде останній листок — він помре.

## У ролях
- Едді Мерфі — Джек МакКолл
- Керрі Вашингтон — Каролін МакКолл
- Кліфф Кертіс — Доктор Сінджа
- Кларк Дьюк — Аарон Візебергер
- Еллісон Дженні — Саманта Девіс
- Рубі Ді — Енні МакКолл
- Джек Макбраєр — працівник Starbucks
- Ален Шаба — Крістіан Леже де ла Туфф